# Ballet

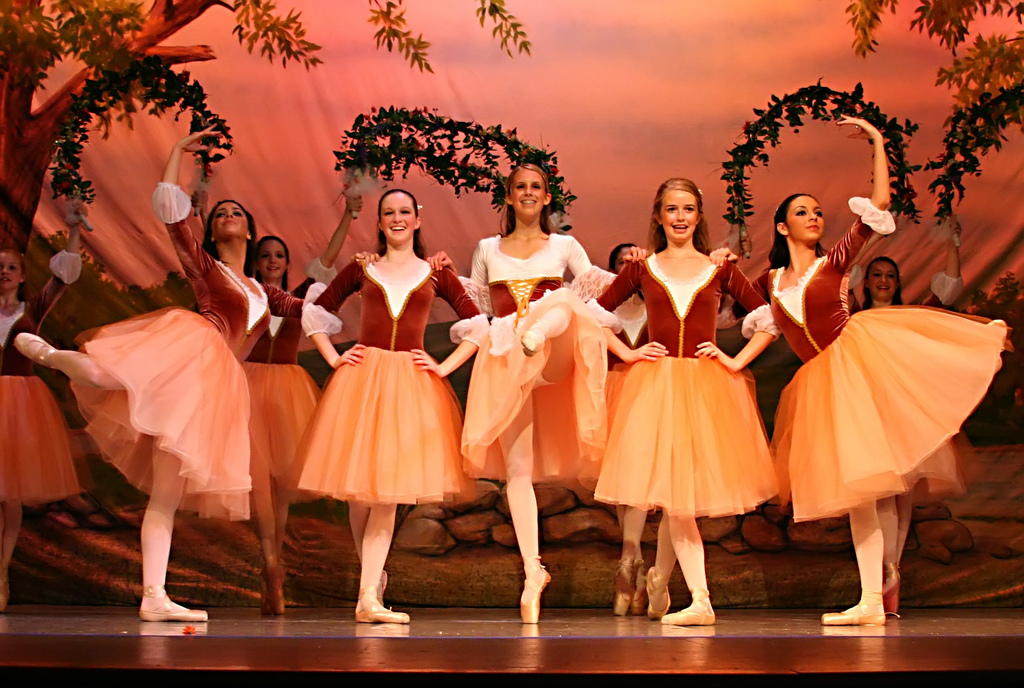
Scène uit Coppélia (2007)

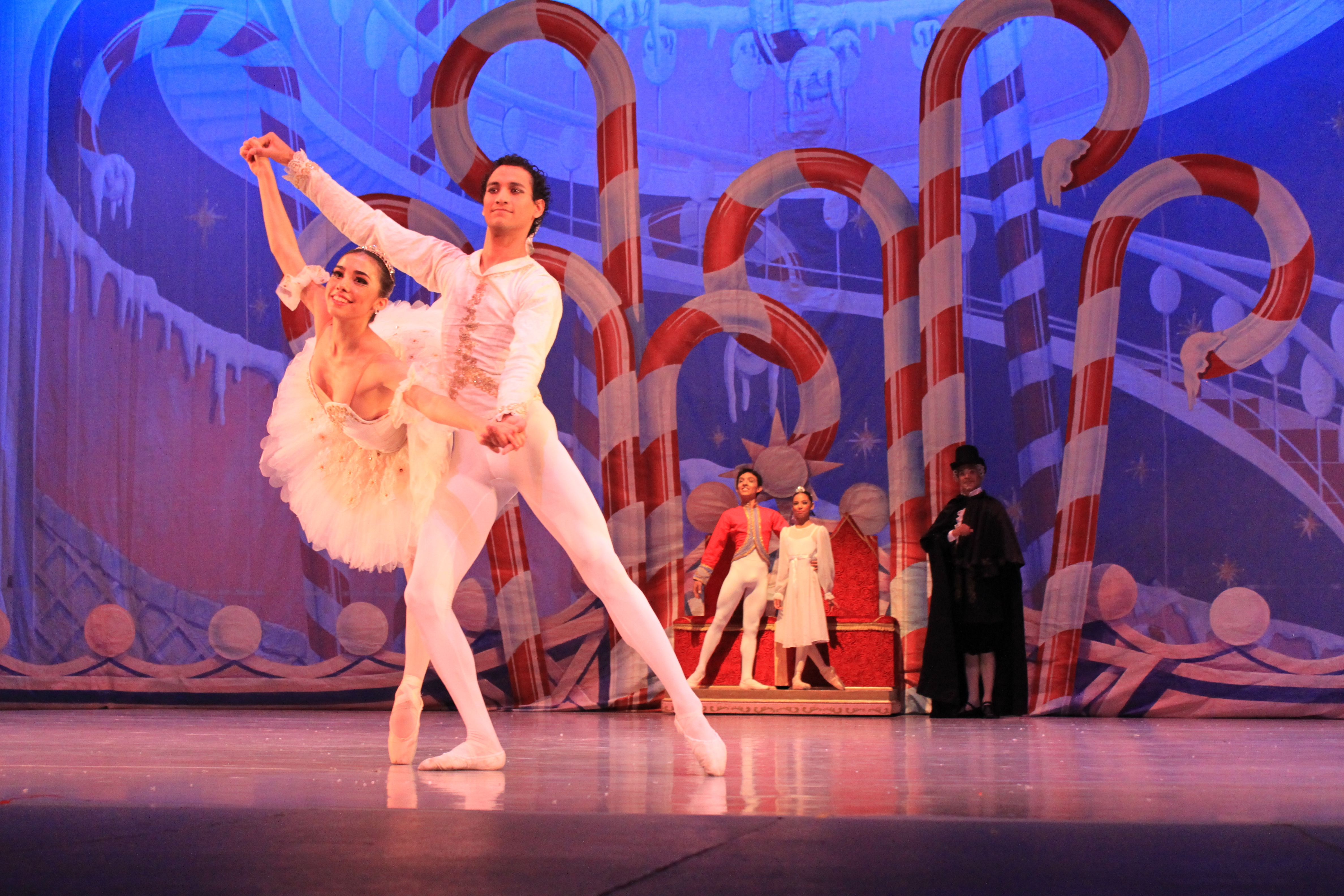
Scène uit De notenkraker (2011)

Ballet is een theatervorm waarbij dans het voornaamste medium is. Naast een choreografie heeft een balletstuk een muzikale compositie en een grafische vormgeving in decors en kostuums. Bij verhalend ballet staat de plot beschreven in een libretto. Het gaat dus om een samenspel van kunsten (gesamtkunstwerk). De term ballet verwijst ook naar een stijl en techniek van dansen. Het gaat dan om de academische dans die we aanduiden als klassiek ballet. Daarnaast refereert het ballet(gezelschap) aan een gezelschap dat balletstukken opvoert. Het voornaamste balletgezelschap van Nederland is Het Nationale Ballet. In België is Ballet Vlaanderen het grootst.
Het ballet ontstond tijdens de Italiaanse renaissance en ontwikkelde zich aan het Franse hof. In de 18e eeuw werd het een aparte, volwaardige vorm van muziektheater. Uit deze periode stammen de basispassen van de klassieke dans. Ballet kende een hoogtepunt tijdens de romantiek. Russische gezelschappen zorgden voor een heropleving in de tweede helft van de 19e eeuw. Deze stijlperiode wordt eveneens klassiek ballet genoemd; niet te verwarren met de aanduiding van de techniek. De ballerina in haar tutu en spitzen domineerde de romantische en klassieke perioden. Deze stijlen bepalen nog steeds het imago bij een breed publiek. In de 20e eeuw maakten de Ballets Russes van het ballet een moderne kunstvorm. Experimenten met nieuwe vormen gingen op termijn over in jazzballet en moderne dans. Hedendaags ballet kenmerkt zich door een combinatie aan stijlen.
Ballet is een veeleisende dansvorm. Het vergt jaren training om de techniek te beheersen. Hiertoe volgt men lessen aan een balletacademie. Verschillende academies hebben hun eigen school met typerende leermethoden en afwerkingen voor bepaalde passen. Balletdansers brengen tegenwoordig zowel klassieke als hedendaagse dans.

## Geschiedenis

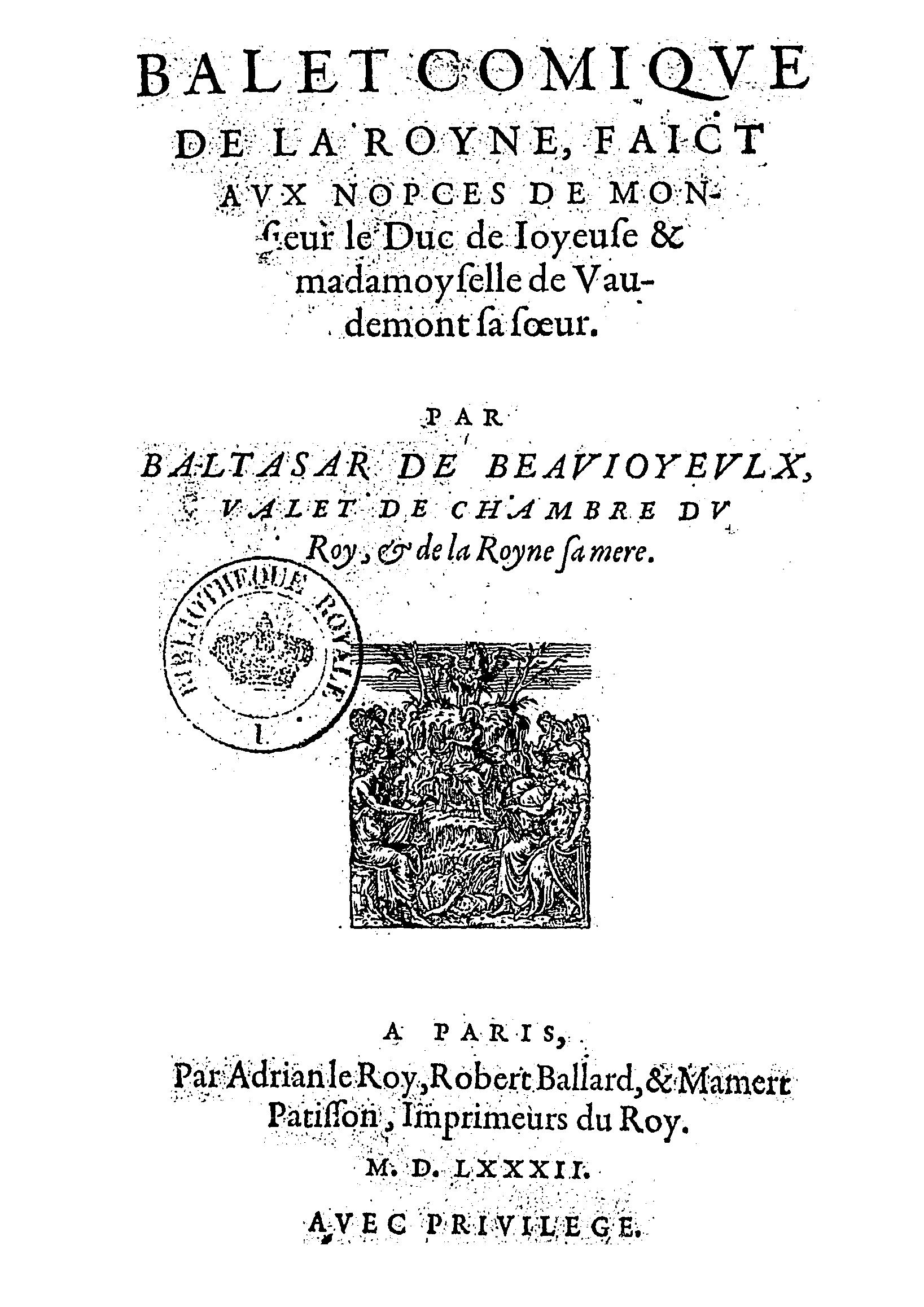
Titelpagina voor Ballet comique de la reine (1581), het eerste ballet

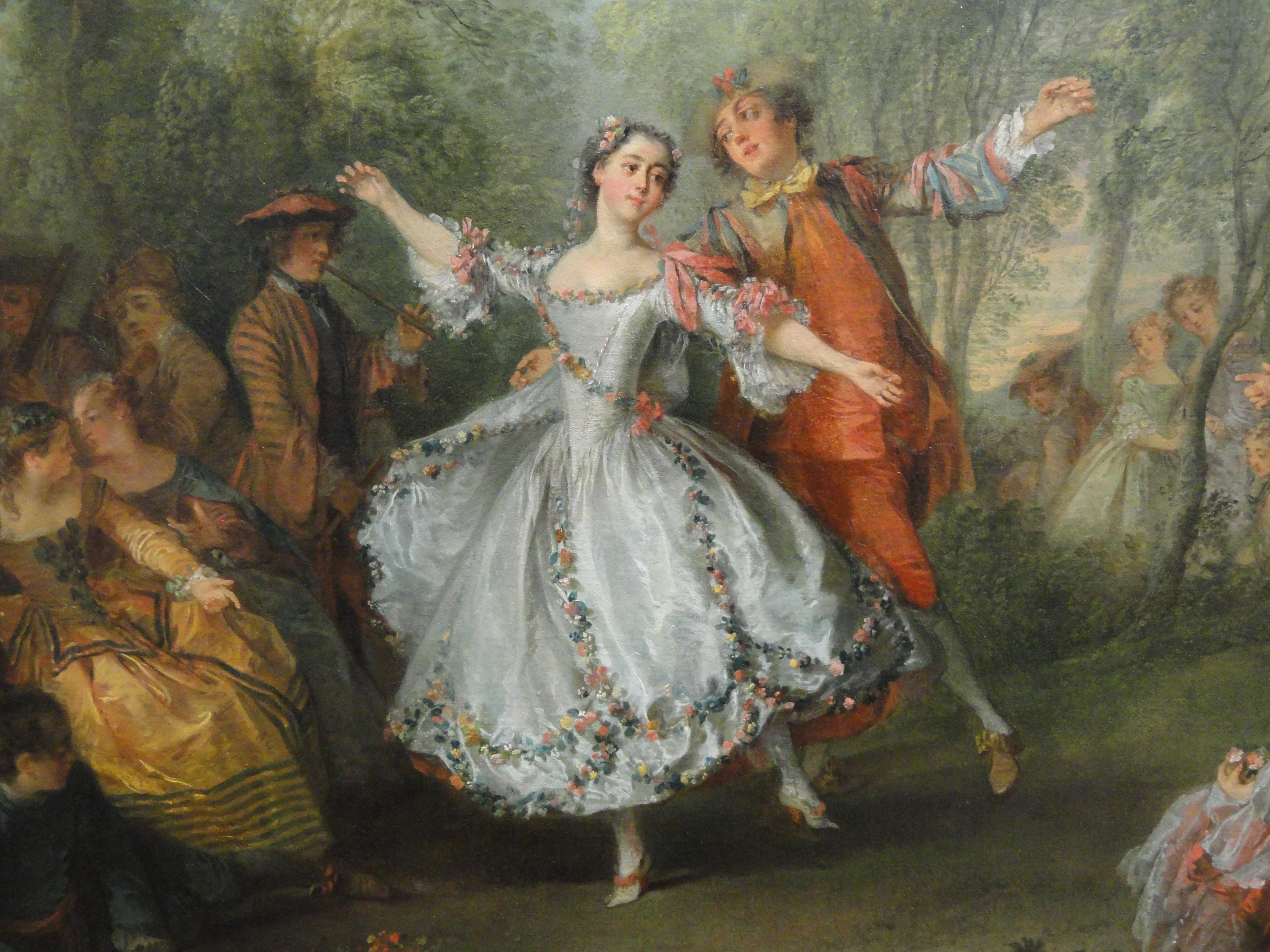
Marie Camargo (ca. 1730) stond in voor heel wat innovaties

### Italiaans en Frans hofballet
De vroegste omschrijving van ballet duikt op tijdens de renaissance. De adel van de Italiaanse stadstaten liet zich vermaken met geometrische groepsdansen op ensemblemuziek. Catharina de' Medici bracht die traditie naar Frankrijk na haar huwelijk met Hendrik II. Voor de verloving van Margarete van Lotharingen en de graaf van Joyeuse liet zij het Ballet comique de la reine (1581) maken. Het Ballet comique combineerde dans en acteerwerk tot danstheater en geldt daarom als het eerste balletstuk.
Onder Hendrik III, de' Medici's zoon, werd ballet een vast onderdeel van het amusement aan het Franse hof. De functie was vergelijkbaar met die van de opera in Italië en de masque in Engeland. Ballet werd opgevoerd bij de ontvangst van notabelen en op huwelijken en andere feesten. Ambassadeurs, generaals, adellijken en zelfs de koning dansten in de balletten. Ook troonopvolgers Hendrik IV en Lodewijk XIII leerden al op jonge leeftijd dansen. De onderwerpen voor de balletten waren vaak afgeleid van politieke gebeurtenissen. Daarnaast bevatte het ballet komische elementen. Lodewijk XIII specialiseerde zich bijvoorbeeld in kluchtige typetjes en vertolkte meermaals een oude vrouw.
Onder Lodewijk XIV zwol de weelde van de opvoeringen aan. Kunstenaars als Jean-Baptiste Lully, Pierre Beauchamp en Molière leenden hun talenten aan het ballet. De macht van de vorst was een favoriet thema van hofchoreografen. Op aandringen van Beauchamp liet de koning rondreizende artiesten en acrobaten toe. Deze konden zich zo omvormen tot professionele dansers.

### Geboorte van de academische dans
In 1661 richtte Lodewijk XIV de Koninklijke Dansacademie op. Beauchamp leidde dit instituut als balletmeester. De academie zorgde voor een standaardisering van de danstechniek. Vanaf 1669 gingen voorstellingen niet langer aan het hof door. Het toen opgerichte Ballet du Théâtre trad in plaats daarvan op in publieke zalen. Daarom was er in het nieuwe gezelschap aanvankelijk geen plaats voor vrouwen. Het duurde tot Le triomphe de l'amour (1681), twintig jaar na de oprichting van de academie, eer zij opnieuw deel uitmaakten van het ballet.
Onder Pécour, de opvolger van Beauchamp, voerde de academie een snelle technische vooruitgang aan. Hier werd de basis voor klassieke dans gelegd. De vijf basisposities en pas d'élévation (hoogtewerk) die klassiek ballet typeren kwamen er onder invloed van Italiaanse dansers. Ook de import van Engelse country dance, het inkorten van de rok en de introductie van de maillot ondersteunden toenmalige innovaties. Het ballet was nog niet gescheiden van de woordkunst. Men combineerde dans met voordracht of danste als onderdeel van een opera. De eerste volledige afsplitsing van het ballet kwam er in 1708, bij een privévoorstelling voor de gravin van Maine in Sceaux. De mime-scènes in deze voorstelling werden gebracht door dansers in plaats van acteurs. In 1717 maakte John Weaver van mime een volwaardig onderdeel van zijn ballet The loves of Mars and Venus. Dit is wellicht het eerste ballet d'action, een verhalend ballet dat niet op woordkunst steunt.
In de 18e eeuw kreeg ook de dans zijn herkenbare vorm. De Italiaanse Marie Camargo zorgde voor een aantal vernieuwingen. Ze kortte haar rok in tot boven de enkels en voerde entrechats uit, sprongen waarbij men de benen tweemaal kruist. Voordien gebruikten enkel mannen deze pas. Ook de introductie van de hakloze balletschoen wordt aan Camargo toegeschreven. Haar grootste rivale, de Franse Marie Sallé, danste als eerste in een losse tuniek in Pygmalion (1734). In 1776 introduceerde de Duitse Anna Heinel de pirouette. Pierre Gardel en Gaétan Vestris perfectioneerden deze iconische draaibeweging.

### Een volwassen kunstvorm
Critici hekelden de mechanische aard van het ballet. Ze spraken over "beweging zonder betekenis". Choreograaf Jean-Georges Noverre formuleerde een antwoord op deze tekortkoming. In zijn Lettres sur la danse et sur les ballets (1758-1760) verdedigde hij verhalend ballet in plaats van "dans om de dans". De visie van Noverre was bepalend voor de artistieke richting van de kunstvorm. Het ballet d'action met beweging als voornaamste medium werd de norm. De combinatie met mime die John Weaver al voorstond nam daarbij de expressieve functie van de groteske (en hinderende) kostuums en maskers over.
De Franse Revolutie bracht verdere verschuivingen. Het ballet was voor de revolutionairen een uiting van aristocratische decadentie. De Koninklijke Dansacademie werd gesloten. De beoogde democratisering van dans woog op de artistieke kwaliteit, maar creëerde ook kansen. Vooral het verzet tegen de mode van het ancien régime bleek vruchtbaar. De schoen met een platte zool werd de standaard bij de burgerij. De neoklassieke trend tijdens het Directoire (1795-1800) en het Empire (1800-1815) introduceerde losse, lichte gewaden. Dit alles liet een meer complexe choreografie toe.
Tijdens de revolutie bleef de academische techniek buiten Frankrijk bewaard. Salvatore Vigano leidde de Milanese dansacademie La Scala vanaf 1804. Daar ontwikkelde hij het corps de ballet als een ensemble. Carlo Blasis volgde hem op in 1837 en introduceerde de attitude. De Italiaanse balletmeesters professionaliseerden daarnaast de lesmethoden. August Bournonville bewandelde een gelijkaardig traject in Denemarken. Hun bijdragen vonden de weg terug naar Frankrijk. Marius Petipa, Christian Johannsen en Enrico Cecchetti brachten de Franse en Italiaanse tradities ook naar Sint-Petersburg, dat een nieuw centrum werd.

### Het romantisch ballet
|                              |  |                       |
| Taglioni (La Sylphide, 1832) |  | Grisi (Giselle, 1841) |

In de 19e eeuw kende het ballet een romantische stijlperiode. Lyrische en relatief vrije beweging waren kenmerkend. Schrijvers baseerden hun libretto's op sprookjes en feeërieën. Ballerina's kregen een choreografie met veel hoogtewerk (élévation). Ze werden geacht langdurig op de tippen te dansen (sur les pointes). Marie Taglioni deed dit als eerste in La Sylphide (1832). In dit stuk droeg Taglioni ook de eerste tutu. De nieuwe choreografie benadrukte samen met kostuums uit wit tule de etherische kwaliteit van de ballerina.
Het romantisch ballet beklemtoonde vrouwelijke rollen. Buiten Rusland en Denemarken was de mannelijke danser slechts een porteur voor de ballerina. Ook dansten vrouwen vaak mannelijke personages en travestie. Een opmerkelijke uitzondering was de choreografie in Giselle (1841), het best bewaarde stuk uit deze periode. Choreograaf Jules Perrot streefde er bewust naar de traditie van mannelijke dansers te handhaven. De tutu die Carlotta Grisi droeg in Giselle werd het model voor latere ontwerpen. Door de invloed op klassieke balletten bepaalt de romantische periode nog steeds het imago bij een breed publiek.
Nauw verwant met de romantische stijlperiode is het ballet blanc. Dit is een benaming voor passages waarin de ballerina en het corps de ballet een witte tutu dragen. Stilistisch is het ballet blanc afgeleid van romantisch ballet. Het komt echter ook zonder romantische choreografie voor in klassiek ballet, zoals in het tweede bedrijf van Het zwanenmeer (1895).

### Het klassiek ballet
In de tweede helft van de 19e eeuw ging de kunstvorm aanvankelijk stevig achteruit. In Parijs evolueerde het ballet tot een veredelde peepshow of burleske variété. Rijke mannen sponsorden de ballerina's, vaak in ruil voor (seksuele) gunsten. Enkel Coppélia (1870) leverde een opmerkelijke maar korte heropleving in kwaliteit. Choreograaf Arthur Saint-Léon nam in Coppélia een csárdás op, een Oostenrijks-Hongaarse volksdans. Dit was de eerste inclusie van een duidelijk type nationale dans in een academisch ballet. Volksdansen werden een populair onderdeel in latere producties.
Tegen het einde van de eeuw kwam er een herstel. Marius Petipa en Lev Ivanov produceerden met het Mariinskiballet enkele van de meest gekende balletten: Doornroosje (1890), De notenkraker (1892) en Het zwanenmeer (1895). Nadien voerde ook het Bolsjojballet deze stukken uit. De werken zijn het hoogtepunt van de klassieke stijlperiode. De choreografen werkten intens samen met componist Pjotr Iljitsj Tsjaikovski. Dit zorgde voor een meer gewillige houding bij componisten om muziek voor het ballet te schrijven. Goede balletmuziek bleef evenwel een uitzondering. De meeste scores leverden niet meer dan begeleiding voor de dans.
In het klassiek ballet, niet te verwarren met de aanduiding van de academische danstechniek, was de tutu het aanvaarde kostuum voor de ballerina. Deze was wel korter dan tijdens de romantiek en kwam tot aan de knie. Bovendien werd de helling van de rok vlakker en kwam er meer variatie in kleur. Typisch voor een klassieke choreografie zijn de divertissements: een reeks dansen waarin de plot naar de achtergrond verdwijnt. Die beweging weg van dramatische eenheid is het belangrijkste verschil met het eerdere ballet d'action.
Bijzonder innovatief was Lev Ivanovs vloeiende, expressieve choreografie voor het tweede bedrijf van Het zwanenmeer. Het verhaal werd niet letterlijk gebracht, maar poëtisch en symbolisch verteld in dans-beelden. Ook het corps de ballet trad (even) op de voorgrond. De dans bood daarmee een vooruitblik op de volwaardige rol die het corps nadien kreeg.

### De Ballets Russes
In de eerste decennia van de 20e eeuw maakten de Ballets Russes van het ballet een moderne kunstvorm. Impresario Sergej Djagilev toerde met dit gezelschap door Europa. Vooral het werk van choreograaf Michel Fokine legde de basis voor het modern ballet. Hij kwam in opstand tegen de conventies en gebruikte klassieke passen om nieuwe ideeën uit te drukken. Voorts vulde hij de academische techniek aan met vormen afgeleid van oosterse en moderne dans. Fokine hechtte tevens belang aan de eenheid van dramatische actie. Dit gaf aanleiding tot kortere balletten met een enkele handeling. Ook Vaslav Nijinsky, Bronislava Nijinska, Léonide Massine en George Balanchine zetten de klassieke dans naar hun hand.
Onder invloed van de Ballets Russes verminderde het gebruik van mime. De expressieve kracht van beweging verving conventionele gebaren. Ballet werd ook minder gestileerd en zweverig. Zo introduceerden Polovetzer dansen (1909) en Sjeherazade (1910) openlijke seksualiteit en gewelddaden. Een andere innovatie was de definitief hernieuwde aandacht voor mannelijke dansers. Met Le spectre de la rose (1911) creëerde Fokine zelfs een androgyne rol. De danser in deze pas de deux heeft een variatie of danssolo, voordien enkel toegekend aan ballerina's. Bovendien vraagt zijn choreografie een traditioneel vrouwelijk armgebruik (port de bras). Vanaf Les Sylphides (1909) werd het corps de ballet een artistiek medium op zichzelf, los van de functie als achtergrond voor de voornaamste dansers.
Kunstenaars Alexandre Benois en Léon Bakst moderniseerden met hun bijdragen het kostuum- en decorontwerp. Ze gebruikten felle kleuren, tegen het roze en de pasteltinten van klassiek ballet in. Met realistische decors gaven ze nauwkeurig de historische context van de verhalen weer. Daarnaast getuigden enkele stukken van exotisme. Een duidelijk voorbeeld is Le dieu bleu (1912). Later gebruikten de Ballets Russes ontwerpen van kunstschilders zoals Natalja Gontsjarova en Pablo Picasso. Het realisme maakte dan plaats voor invloeden uit het kubisme, primitivisme en de art nouveau.
Ook de muziek uit deze periode was vernieuwend. Igor Stravinsky schreef een aantal composities die het publiek zelfs los van de actie waardeerde. De vuurvogel (1910) en Le Sacre du printemps (1913) behoren tot zijn populairste werken. Léonide Massine verschoof de aandacht van plot naar muziek met zijn symfonisch ballet Choreartium (1933). Hij zocht de grens van theater en moderne dans op.

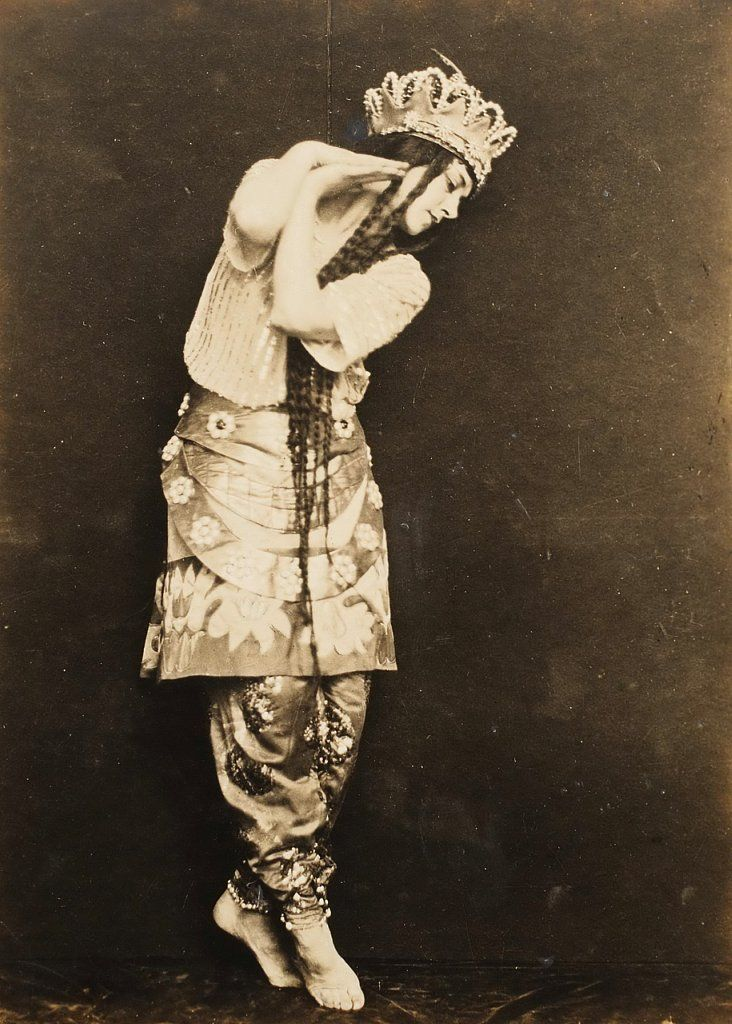
Een Oosterse Tamara Karsavina in De gouden haan (1914)
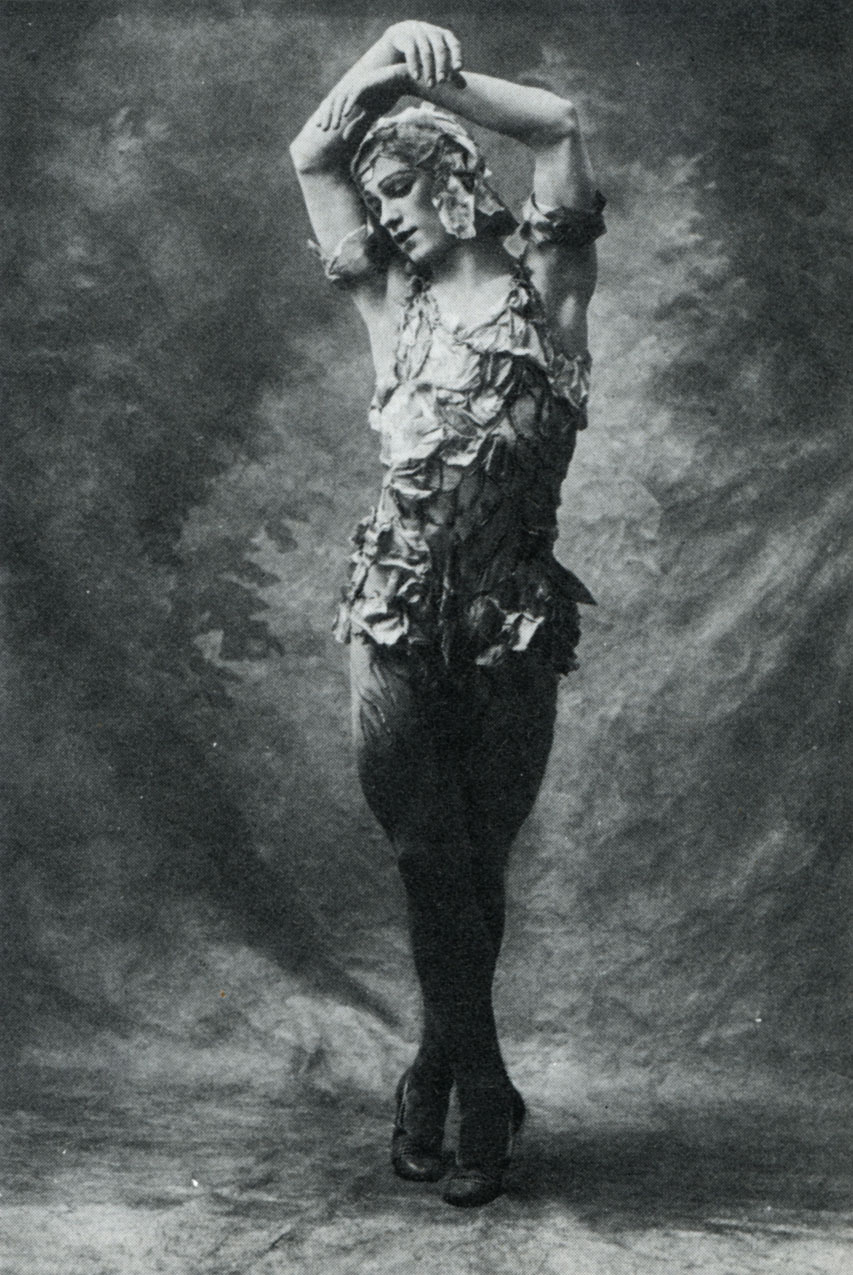
Een androgyne Nijinsky in Le spectre de la rose (1911)
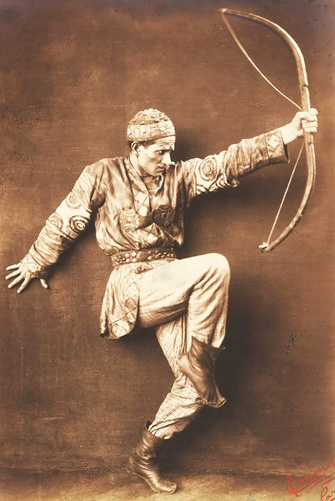
Adolph Bolm zijn viriele dans in Polovetzer dansen (1909)
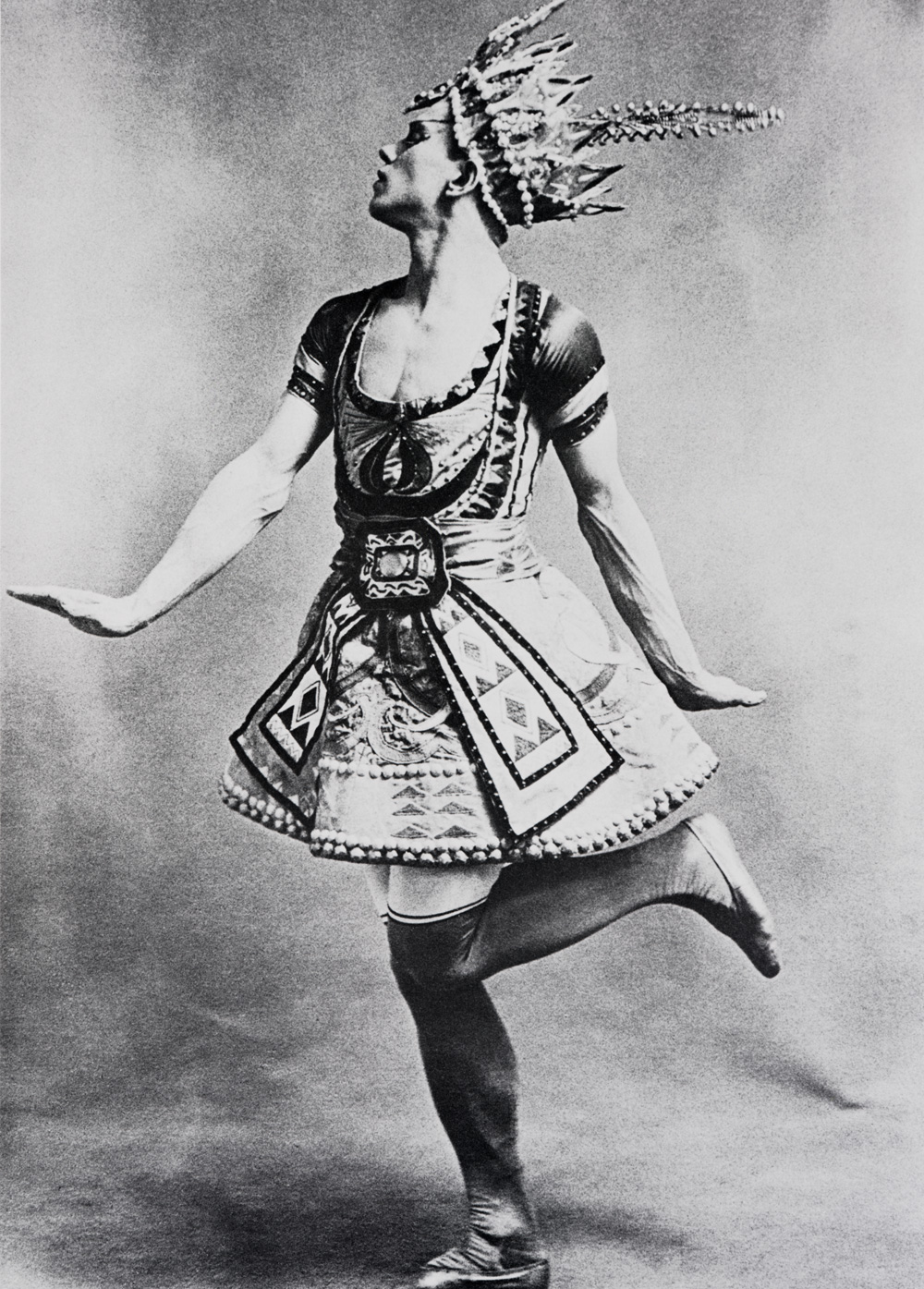
Vaslav Nijinsky als exotisch danser voor Le dieu bleu (1911)
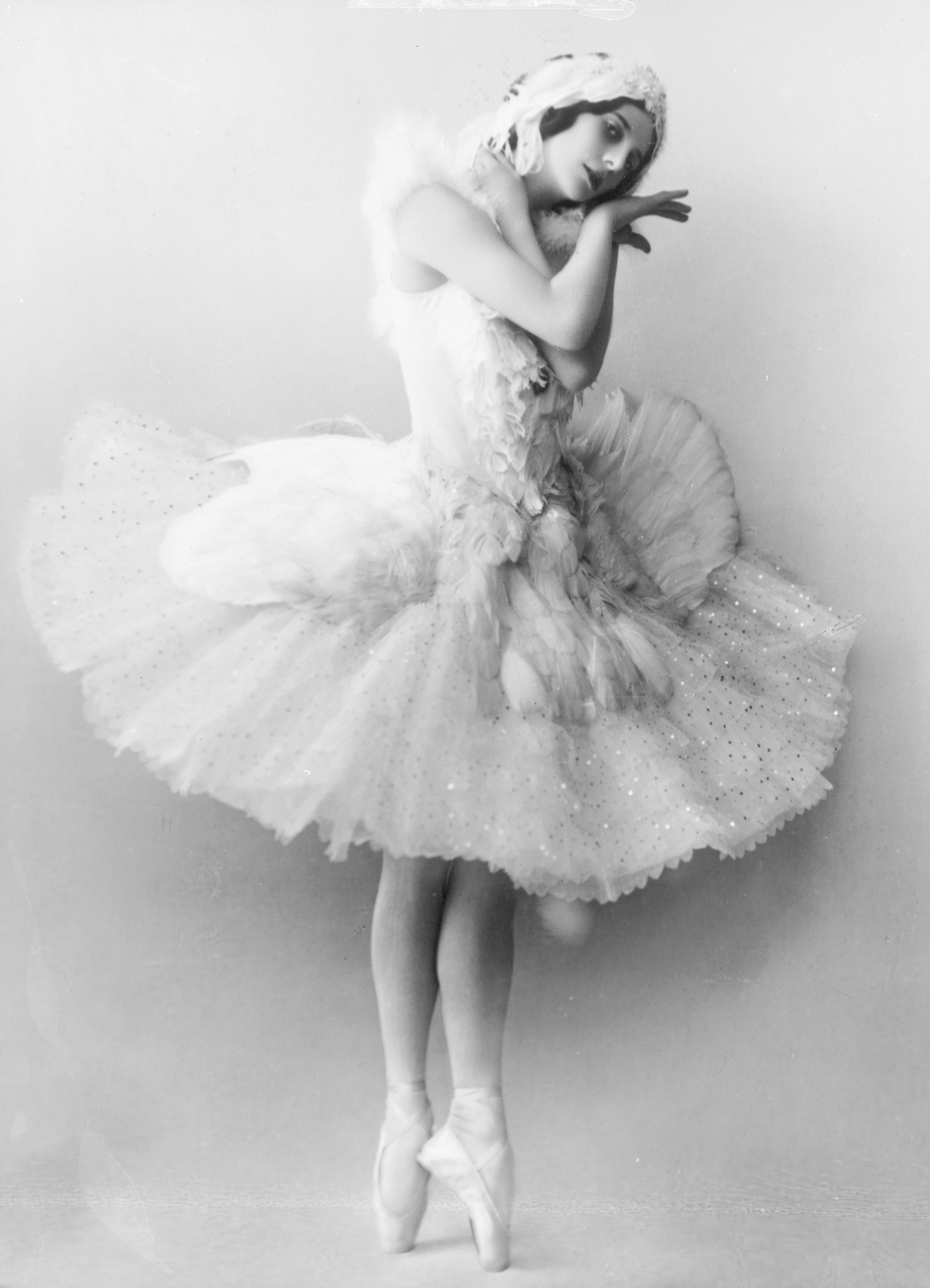
Expressieve solo door Anna Pavlova, De stervende zwaan (1905)

### Neoklassiek, modern en jazzballet
In 1929, na de dood van Sergej Dhiaghilev, viel het Ballets Russes uit elkaar. Léonide Massine, René Blum en Wassily de Basil vormden het Ballet Russe de Monte Carlo uit de restanten. Geplaagd door interne twist en financiële onzekerheid slaagden ze er niet in de toonaangevende positie te herstellen. Het repertoire bleef conservatief. Wel leverde het Ballet Russe nog sterdansers af, zoals Tamara Toumanova. In de Sovjet-Unie was het Bolsjoj- en Kirovballet eenzelfde lot beschoren. Ze maakten technisch sublieme maar artistiek brave producties. In Engeland richtte voormalig Ballets Russes danser Ninette de Valois het Vic-Wells Ballet op. Ook daar voerde traditie de toon.
Geleidelijk kwamen er nieuwe stijlen. George Balanchine's Apollo (1928) bracht al een gedanste interpretatie van muziek in plaats van een helder verhaal. Het Vic-Wells en het door Balanchine in 1948 opgerichte New York City Ballet experimenteerden verder met abstracte choreografieën. Dit gaf aanleiding tot het neoklassiek ballet. Zonder duidelijke plot, kostuums of decors bood deze stijl meer vrijheid en aandacht voor de dans zelf. Een typisch voorbeeld was Frederick Ashtons Symphonic Variations (1946). Het werd in witte tuniek gedanst tegen een minimale set.
Uit de neoklassieke stroming ontwikkelde zich in de jaren 60 en 70 het modern ballet. Glen Tetley, Robert Joffrey en Gerald Arpino leverden belangrijke bijdragen. Hun stukken waren atletischer. Ook was de sfeer en inhoud intenser. Joffrey's Astarte (1967) zat bijvoorbeeld vol erotiek en werd op rockmuziek gedanst.
Naast klassiek ballet bestaat er ook jazzballet. Jazzballet, of jazzdans, is geen moderne vorm van ballet. Het is een hedendaagse dansstijl die zich naast het ballet ontwikkelde. Jazzballet lijkt qua structuur wel op academische dans, maar de bewegingen zijn vrijer. Jazzdans ontstond toen choreografen uit het ballet en de moderne dans experimenteerden met technieken uit Afro-Amerikaanse stijlen en tapdans. George Balanchine was de voornaamste link tussen klassiek ballet en jazzdans. Jazzdans is gebaseerd op populaire in plaats van klassieke muziek. Naast jazz danst men ook op rock en hiphop.

### Hedendaags ballet
In de jaren 70 en 80 ging men verschillende stijlen combineren. Zo ontstond het hedendaags ballet. Daarmee kwam de kunstvorm in een postmoderne fase. Hedendaags ballet is niet altijd makkelijk te onderscheiden van de neoklassieke of moderne vorm. Wel blijft het verschillen van moderne dans. Om hedendaags ballet te dansen is nog steeds een klassieke ballettraining nodig. Hedendaags ballet zet de academische techniek wel naar eigen goeddunken in. Een voorbeeld is Deuce Coupe (1973) van Twyla Tharp. Daarin werkte een ballerina zich door klassieke passen, terwijl een corps in alledaagse kledij danste op muziek van The Beach Boys. In the Middle Somewhat Elevated (1987) van choreograaf William Forsythe overdreef de klassieke bewegingen dan weer op elektronische muziek.
Choreografen speelden ook steeds vaker met genderrollen. Zo danste Jorge Donn in 1979 de Bolero, oorspronkelijk in 1960 ontworpen voor een ballerina. De vernieuwingen zetten zich in de jaren 90 en 2000 door. Onder invloed van groeiende competitie in de amusementswereld nam de verstrengeling tussen ballet en popcultuur verder toe. Tegenwoordig brengen gezelschappen zowel neoklassieke als hedendaagse choreografieën.

## Balletkostuums

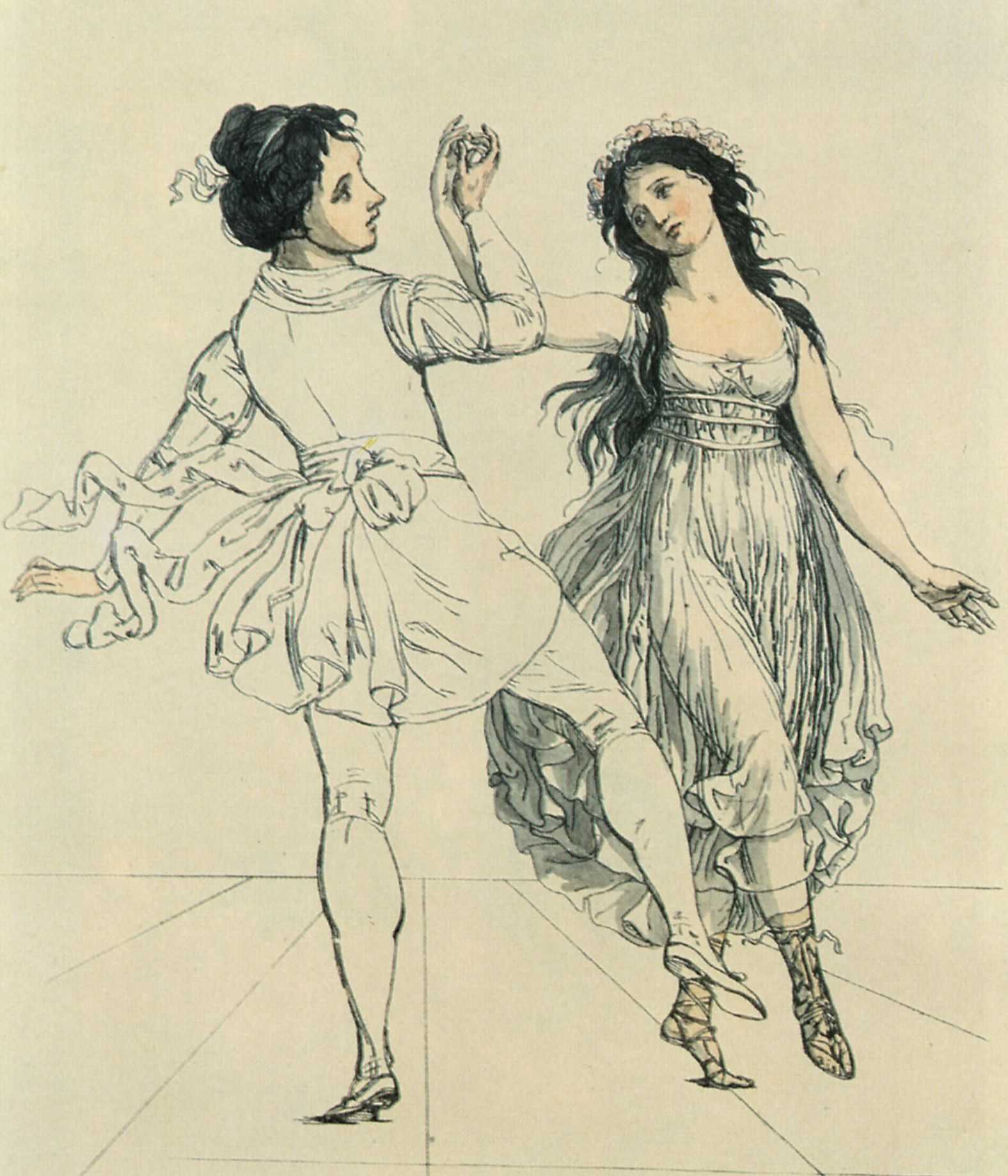
Marie Medina danst met haar echtgenoot (ca. 1797). Ze draagt sandalen en een eenvoudige japon uit een transparant materiaal, gebundeld onder de borst. Tussen de Franse Revolutie en de komst van de tutu was dit een typische outfit.

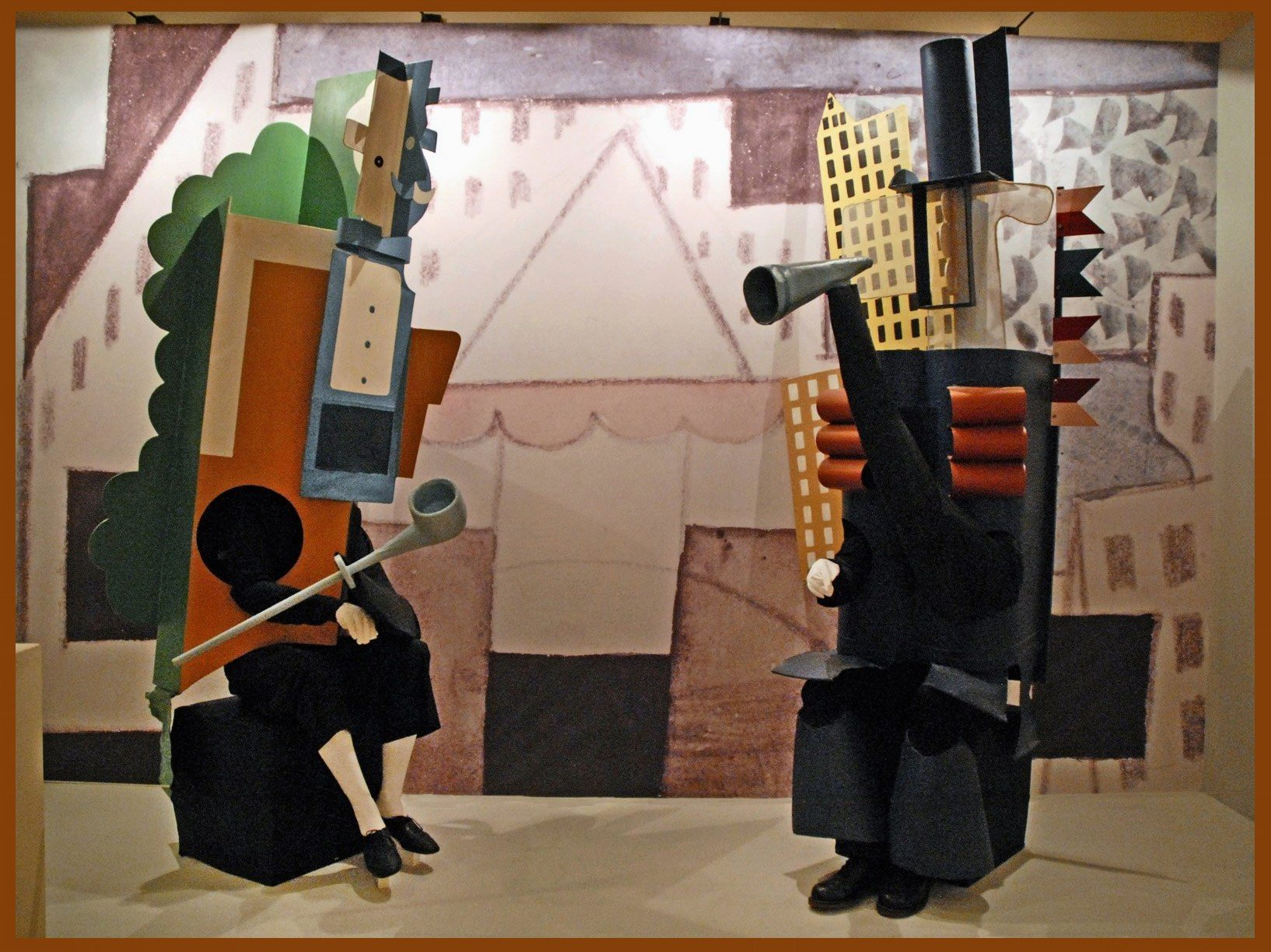
Kubistische ontwerpen door Picasso voor Parade (1917). Ze stellen een manager in avondkledij en een manager uit New York voor.

Balletdansers dragen kleding met een dubbele functie. Hun kostuum is enerzijds deel van de vormgeving voor een balletstuk. Anderzijds moet danskledij afgestemd zijn op beweging. Tegenwoordig draagt de klassieke ballerina een tutu, maillot en balletschoenen. De outfit voor een mannelijke danser vervangt de tutu door een gympak. Bij hedendaagse producties en het oefenen draagt ook de ballerina een gympak, al dan niet in combinatie met een losse rok.

### Renaissance tot Revolutie
Aanvankelijk danste men in aangepaste hofkledij. Omdat het ballet zich aan het Franse hof ontwikkelde, was vooral de Franse mode bepalend. Ornamentale jurken waren lang de standaard. Zware stoffen en korset-achtige lijfjes beperkten de bewegingsvrijheid. Onder Lodewijk XV introduceerde men een genepen taille en volle rokken ondersteund door paniers. Dit gaf ballerina's een klokvormig silhouet, maar bemoeilijkte het dansen nog meer.
In de 18e eeuw groeide het verzet tegen de belemmerende kostuums. Marie Camargo danste in een sober, nauw aansluitend lijfje. Haar rok kwam tot enkele centimeters boven de enkel en ze droeg nauw aansluitend, klein ondergoed. Marie Sallé zette nog radicaler in op comfort. Zij verscheen in Pygmalion (1734) in een enkele losse jurk uit mousseline. Choreograaf Jean-George Noverre benadrukte het belang van zulke lichte en eenvoudige stoffen, omdat ze de figuur van de danser onthullen. In de jaren 1770 gingen solisten ook zonder masker dansen, in de voorgaande decennia nog een vast onderdeel van het balletkostuum.
Na de Franse Revolutie veranderde de mode sterk. De neoklassieke trends tijdens het Directoire (1795-1800) en het Empire (1800-1815) maakten van losse gewaden de norm. Tot de komst van de tutu danste men in zulke kledij, geïnspireerd door de revolutionaire idealen en de klassieke oudheid.

### De romantische en klassieke tutu
In de jaren 30 van de 19e eeuw ontstond de tutu. De victoriaanse kledij van toen bracht modes uit de voorgaande eeuw terug, wat de volle rok en duidelijke korsettering van de taille bij de tutu verklaart. Het lijfje van de tutu werd gemodelleerd naar de basque, een nauw aansluitend bovenstuk dat voorbij de taille reikt. Het ballet bleef wel lichte stoffen gebruiken, zoals mousseline en tule.
De eerste tutu dateert uit 1832. Marie Taglioni droeg hem in La Sylphide. Tijdens de romantiek waren tutu's vaak wit. De rok was klokvormig. Doorheen de tijd werd de rok korter en vlakker. De afstand met toenmalige mode nam zo steeds verder toe. Tegen het einde van de eeuw kwam de rok slechts tot aan de knie. Na modernistische innovaties in de 20e eeuw werd de tutu minder prominent.

### 20e-eeuwse modernisering
In de jaren 1910 en 1920 veranderde een hang naar authenticiteit het ballet. De populariteit van de conventionele en gestileerde tutu daalde. Nieuwe kostuums benadrukten nog sterker de figuur van de danser. Aan het bovenlijf koos men steeds vaker voor een gympak. De iconische rok van de tutu werd ingeruild voor een losse rok of korte broek. Ook dansen zonder maillot of schoenen werd mogelijk.
Periodekostuums gaven nu de setting van een stuk weer. Ontwerpers creëerden geloofwaardige Griekse gewaden, oosterse outfits en historische kledij. Het werk van Léon Bakst en Alexandre Benois bij de Ballets Russes was tekenend voor deze trend. Ook modernistische kunststromingen vonden aansluiting. Onder meer Pablo Picasso en Salvador Dalí ontwierpen experimentele kostuums met ongewone vormen. De constructivisten Naum Gabo en Antoine Pevsner introduceerden moderne materialen zoals mica.
Sinds deze vernieuwingen hanteert men een eclectische aanpak. Tutu's, authentieke kledij en hedendaagse danskostuums worden door elkaar gebruikt, naargelang de noden van een productie. Inspiratie kan daarbij uit onverwachte hoek komen. Zo leverde Coco Chanel ontwerpen gebaseerd op badmode voor Le train blue.

## Opleidingen

### Nederland en Vlaanderen

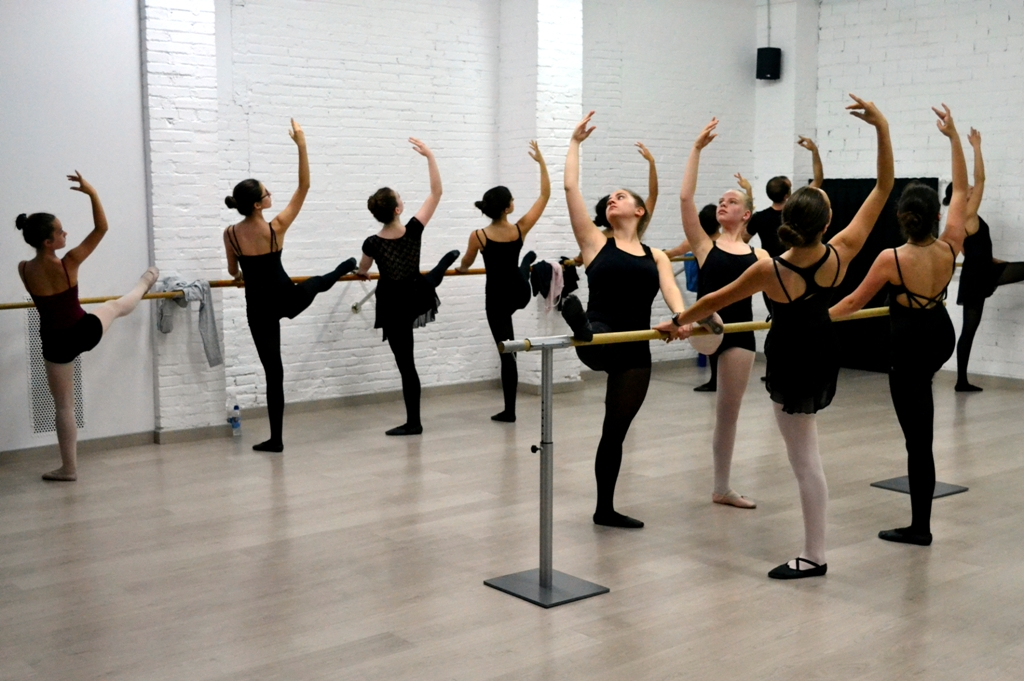
Jonge studentes oefenen aan de barre

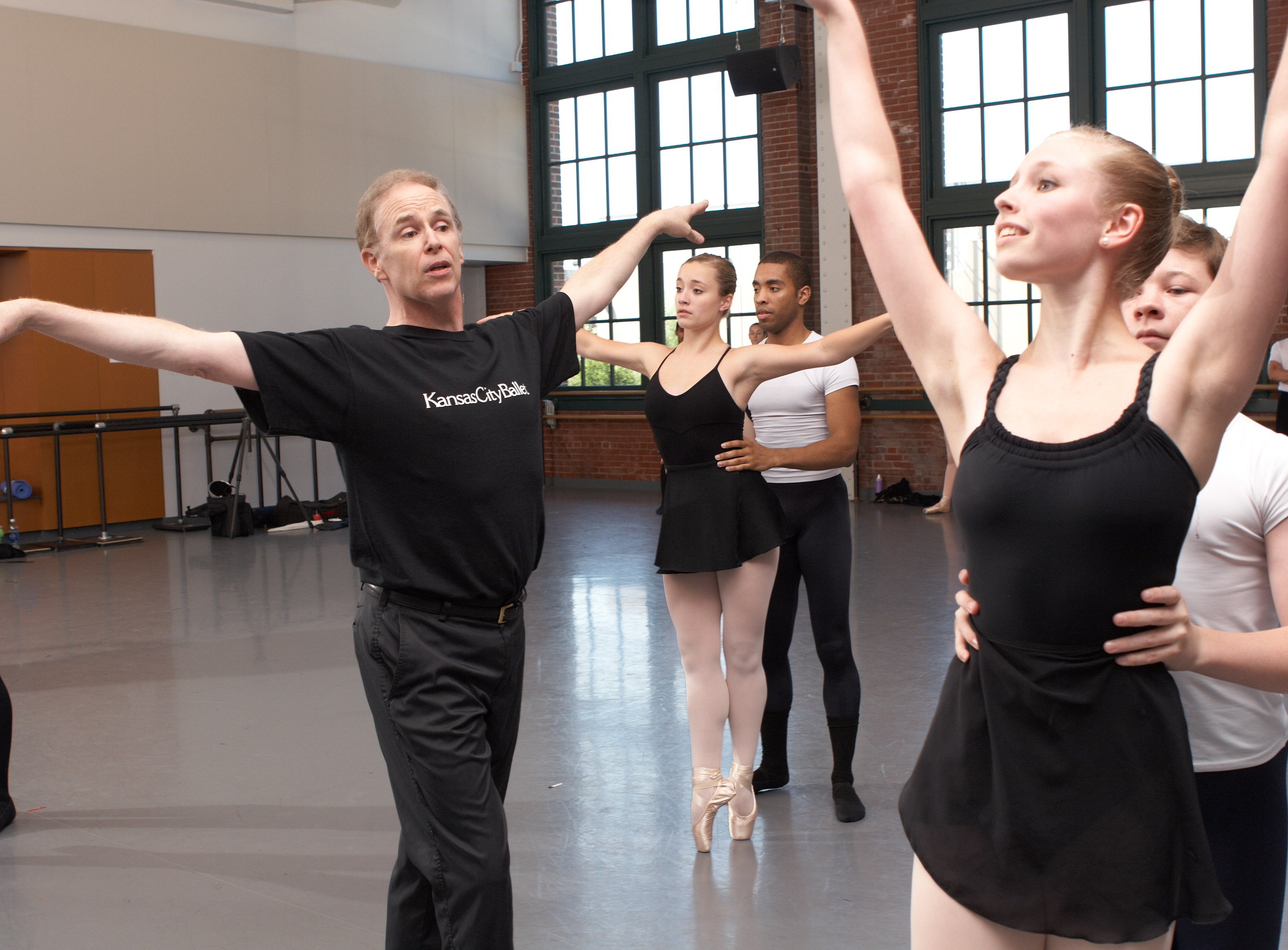
Plaatsen aan een academie zijn schaars

Ballet is een veeleisende dansvorm. Het vergt jaren training om de techniek te beheersen. Om een professionele danser te worden, moet je een erkende opleiding volgen aan een balletacademie. De academies maken deel uit van het hoger onderwijs. Net als aan het conservatorium ontvangen geslaagde studenten een diploma van Bachelor of Arts. Nederland telt twee balletopleidingen: het Koninklijk Conservatorium in Den Haag en de Nationale Balletacademie in Amsterdam. Die laatste is verbonden aan Het Nationale Ballet. In België is er de Koninklijke Balletschool te Antwerpen, verbonden aan Ballet Vlaanderen.
Een goede opleiding start al op jonge leeftijd. Daarom worden voorbereidende programma's aangeboden in het voortgezet onderwijs (Nederland) en op secundaire scholen (Vlaanderen). Leerlingen starten dan doorgaans op de leeftijd van twaalf jaar. In Nederland kan men uren balletles opnemen op de havo- en vwo-studieniveaus. In Vlaanderen is ballet een studiegebied in het secundair kunstonderwijs. Om dansers nog vroeger te vormen, zijn er ook vooropleidingen in het basisonderwijs. Deze starten vanaf de leeftijd van negen.
Toegang krijgen tot een opleiding is moeilijk. De academies organiseren een toelatingsexamen. Kandidaten moeten daarbij slagen voor een auditie. Scholen uit het voortgezet en secundair onderwijs mogen eveneens audities houden. Academies vullen het examen aan met een fysiek onderzoek. Dit toetst de sterkte van spieren en botten en de behendigheid en conditie van studenten. Ieder jaar worden de fysieke, technische en artistieke ontwikkeling opgevolgd. Dit is bijzonder stresserend in de puberteit, wanneer de lichaamsbouw en motoriek van dansers plotse veranderingen kan ondergaan. Daarnaast is er veel concurrentie tussen kandidaten.
Andere opleidingen onderwijzen klassieke dans als deel van een breder aanbod. Hbo-scholen in onder andere Rotterdam, Amsterdam, Arnhem en Tilburg bieden ballet samen met moderne dans aan. In Vlaanderen bestaat er een professionele bacheloropleiding Dans in Lier. De Performing Arts Research and Training Studios van Anne Teresa De Keersmaeker biedt een vervolmaking in de hedendaagse dans aan, maar dat is een dure privéopleiding.

### Suriname
Het Cultureel Centrum Suriname (CCS) richtte in 1952 een balletschool op, die aanvankelijk onder leiding stond van balletdeskundigen die door Sticusa waren uitgezonden. Later werden zij opgevolgd door Surinaamse docenten die hun opleiding meestal in Nederland hadden gevolgd. In 1973 werd de balletschool door het CCS opgeheven, om daarmee ruimte te bieden aan zelfstandig werkende balletscholen. Medio jaren 1970 waren er bij de Surinaamse dans- en balletscholen rond de duizend leerlingen ingeschreven. Aan het begin van de jaren 2010 zijn in Suriname drie balletscholen actief. In 1978 werd het Nationaal Ballet Suriname opgericht, dat bestond tot de jaren 1990. Sinds 1986 komen Surinaamse balletdansers internationaal uit vanuit Marlène's Ballet Company.

## Ballet en theater
| |  |  |
| LINKS: Enrico Cecchetti als de fee Carabosse in Doornroosje (1921), RECHTS: Alexander Orlov in blackface als de Moor uit Petroesjka (1911) |  |  |

Ballet is een vorm van theater. Tot in de 18e eeuw werd dans gecombineerd met opera en woordkunst. Deze verwantschap vormde het ballet. Zo steunden de eerste balletten op tradities uit het middeleeuws theater. Het décor simultané, waarbij de verschillende decorstukken gelijktijdig op scène staan, was overgenomen uit het mysteriespel. Net als mirakelspelen en moraliteiten combineren veel stukken serieuze en komische elementen. Heel wat personages uit balletten gaan dan weer terug op typetjes uit de commedia dell'arte, Italiaans improvisatietheater uit de 16e en 17e eeuw. Voorbeelden zijn de serieuze minnaars in Giselle en de komische minaars in Coppélia.
Mime, een belangrijk onderdeel van ballet d'action, ontwikkelde zich als narratieve techniek in het Engelse theater. Het bracht continuïteit in het toneelstuk Gorboduc (1561) en linkte scènes in de drama's van William Shakespeare. John Weaver en Jean-Georges Noverre introduceerden deze Engelse innovatie in het ballet. De mime wordt gebruikt om emoties uit te uitdrukken, handelingen uit te beelden en personages te karakteriseren. Conventionele gebaren nemen hierbij de plaats van woorden in. Het publiek moet door het artificiële karakter van de gebaren kijken (suspension of disbelief) opdat het ballet zou werken. Net omdat men in de 20e eeuw de vorm als te gestileerd ging beschouwen, nam het gebruik van mime af.
Andere concrete technieken die in het ballet ingang vonden zijn travestie en blackface. De rol van oude, lelijke of kwaadaardige vrouw werd geregeld door een man vertolkt. De kwade fee Carabosse uit Doornroosje is hier een voorbeeld van. Blackface was ontleend aan het vaudevilletheater. Meestal stelde men hiermee figuren uit Afrika en het Midden-Oosten voor, zoals de Moor in Petroesjka en de Gouden Slaaf in Sjeherazade. Toch vinden we in ballet ook de vertolking van Afro-Amerikanen door blackface-acteurs. De cast van High Yellow (1932) en de familie uit het Zuiden in Terminal (1937) zijn illustratief. Ondanks het racistisch karakter krijgt de praktijk weinig kritiek in de balletwereld. Uitvoeringen van Othello en La Bayadère gebruiken de schmink nog steeds.

## Ballet als sport
Ballet wordt vaak gezien is een makkelijke en passieve sport, of soms geen sport. Uit onderzoek blijkt dat met ballet je spieren en flexibiliteit bijzonder worden getraind, daarom behoort ballet tot een van de meest atletische sporten. Techniek van ballet wordt opgebouwd vanaf een jonge leeftijd, met goede training is ballet voor veel mensen te behalen. Naast goede training is het bij ballet heel belangrijk dat je altijd blijft oefenen, als dat niet het geval is verlammen de opgebouwde spieren erg snel. Dat komt doordat de spieren bij ballet niet alledaags gebruikt worden. De spieren zijn wel cruciaal want alleen al staan kost kracht en concentratie.

## Ballet en film
Grote gezelschappen registreren sommige van hun producties op film. De dvd-verkoop en uitzendrechten vergroten de commerciële waarde van die producties. De eerste exploitatie van deze aard was een samenwerking tussen het Ballet Russe de Monte Carlo en Warner Brothers. Zij namen in 1942 Capriccio Espagnol en Gaieté Parisienne op. Tegenwoordig focust men vooral op populaire stukken, zoals Giselle en Het zwanenmeer.
Film helpt daarnaast met de conservatie van balletten. Danstheater is een voorbijgaande kunstvorm. Er is bovendien geen gevestigde notatie om een choreografie door te geven. Registratie op film vangt die tekortkomingen op. Het laat toe de dans te bewaren, traceren en reconstrueren. Een voorbeeld is de opname uit 1925 van Anna Pavlova in De stervende zwaan. Choreograaf Michel Fokine wou daarmee de officiële choreografie documenteren.
Het ballet levert ook thema's voor diverse cinemagenres aan. In de musical The Goldwyn Follies (1938) choreografeerde George Balanchine voor Vera Zorina. Andere voorbeelden zijn de horrorfilms The Mad Genius (1931) en Suspiria (1977) en de film noir Specter of the Rose (1946). De meeste langspeelfilms over ballet zijn echter drama's met balletdansers als protagonisten. De insteek varieert van populaire films zoals The Red Shoes (1948) tot de auteurscinema van Ingmar Bergmans Zomerintermezzo (1951). Recente bijdragen zijn Ballet Shoes (2007) en Black Swan (2010). Al deze films dramatiseren of romantiseren hun onderwerp.
Biografische films en films die het ballet willen beschrijven bieden een meer getrouwe weergave. Regisseur Herbert Ross maakte verschillende zulke werken: The Turning Point (1977) over ballerina's Isabel Mirrow Brown en Nora Kaye, Nijinsky (1980) over Russisch balletdanser Vaslav Nijinsky, en Dancers (1987). Aan films als deze werken geregeld mensen uit de balletwereld mee. Zo danste Mikhail Baryshnikov een choreografie van Twyla Tharp in White Nights (1985). De Joffrey Ballet Company speelde mee in The Company (2003), een film over zichzelf.
In de 21e eeuw vulden films de populaire beeldvorming aan. Billy Elliot (2000) toont een jongen uit de Britse arbeidersklasse die balletdanser wil worden. Mao's Last Dancer (2009) gaat over de politiek van internationale gezelschappen. Ook opmerkelijk is de pastiche van personages, plotelementen en muziek uit verscheidene balletten in de animeserie Princess Tutu (2002).

### Filmoverzicht
- The Dying Swan (1917)
- The Mad Genius (1931)
- The Goldwyn Follies (1938)
- The Dancing Masters (1943)
- Specter of the Rose (1946)
- The Red Shoes (1948)
- Törst (1949)
- Zomerintermezzo (1951)
- The Tales of Hoffmann (1951)
- Les Demoiselles de Rochefort (1967)
- Suspiria (1977)
- The Turning Point (1977)
- Nijinsky (1980)
- White Nights (1985)
- Dancers (1987)
- Étoile (1989)
- Swan Lake (1996)
- Billy Elliot (2000)
- Center Stage (2000)
- Princess Tutu (2002); animeserie
- The Company (2003)
- Ballet Shoes (2007)
- Center Stage: Turn It Up (2008)
- Mao's Last Dancer (2009)
- Black Swan (2010)
- Anouk - Birds (2013); videoclip
- Giselle (2013)
- Ballerina (2016)
- Center Stage: On Pointe (2016)
- The White Crow (2018)
- Birds of Paradise (2021)
- Abigail (2024)